# 港区 (大阪市)

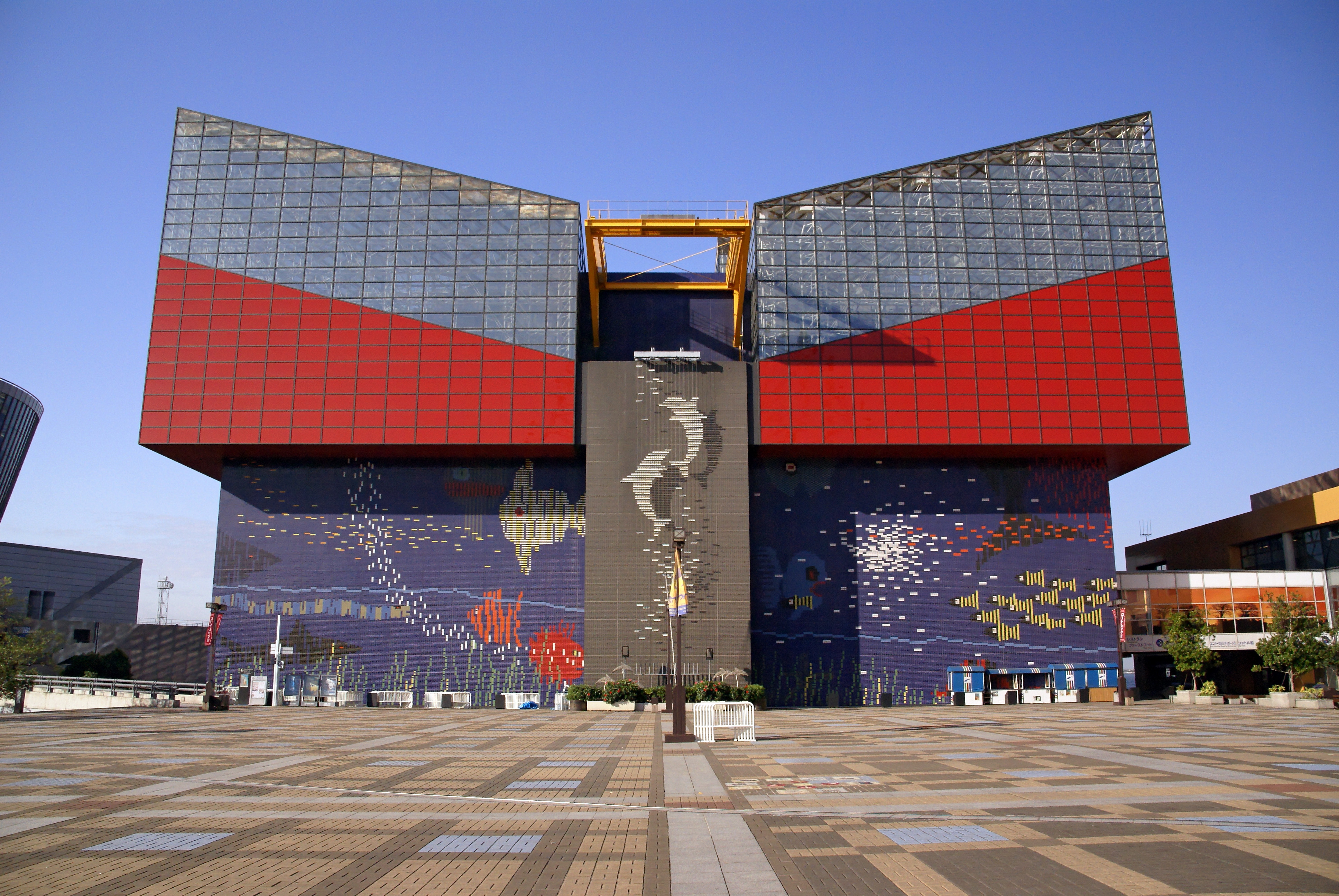
世界最大級の水族館・海遊館

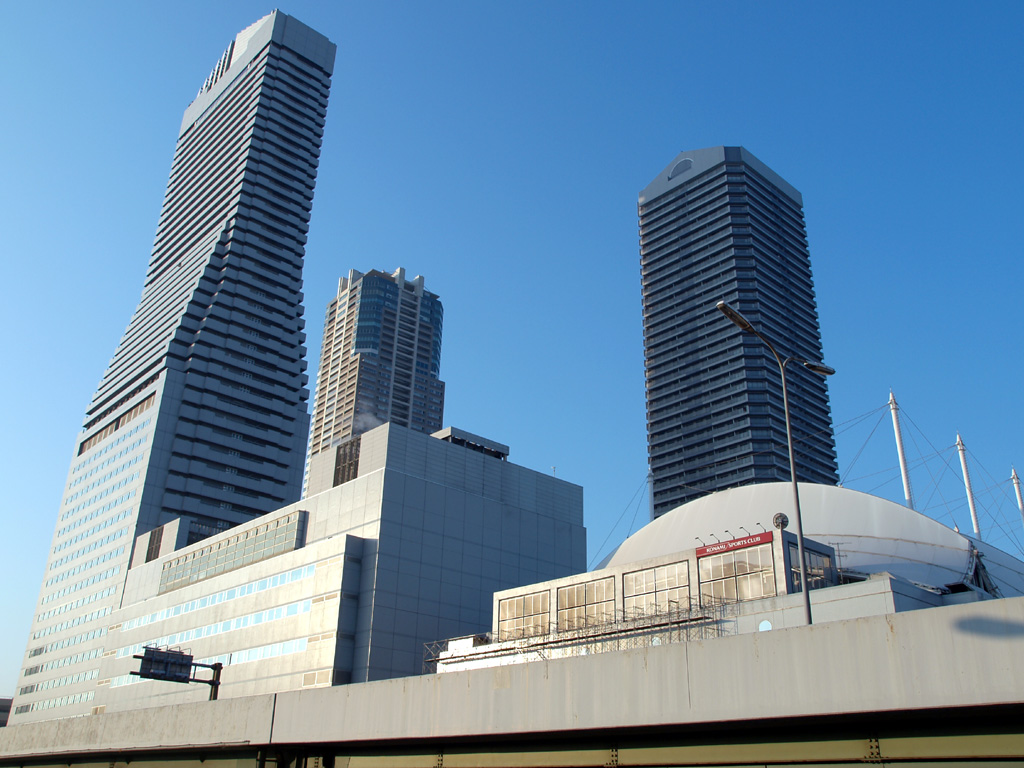
弁天町駅周辺の200m級の超高層ビル群

港区（みなとく）は、大阪市を構成する24行政区のうちの一つ。

## 隣接している区
- 此花区
- 西区
- 大正区
- 住之江区

## 歴史
かつては淀川河口の三角州、難波八十島（なにわのやそしま）と形容された無数の小島の一画に当たる。江戸時代になると、当区域には下記の10新田が開発された（人名は開発者）。
- 市岡新田 - 1698年（元禄11年）、市岡与左衛門。
- 湊屋新田 - 1754年（宝暦4年）、湊屋吉左衛門、加賀屋甚兵衛。
- 木屋新田 - 1757年（宝暦7年）、木屋弥平治。
- 池山新田 - 1758年（宝暦8年）、池山新兵衛。
- 石田新田 - 1764年（明和元年）、石田三右衛門。
- 田中新田 - 1776年（安永5年）、田中又兵衛。
- 八幡屋新田 - 1829年（文政12年）、八幡屋忠兵衛。
- 福崎新田 - 1829年（文政12年）、福崎孫四郎。1853年（嘉永6年）、北福崎新田に改称。
- 池田新田 - 1829年（文政12年）、池田正七。
- 柴屋新田 - 1844年（弘化元年）、柴屋弥四郎。1853年（嘉永6年）、南福崎新田に改称。

上記の他、1684年（貞享元年）に開削された安治川の南岸が1688年（元禄元年）に市街化されて成立した新川南（のち安治川南→安治川通南→南安治川通に改称）の西部も当区域に含まれている（現：波除6丁目の一部）。安治川南の所属は江戸時代には大坂天満組、1869年（明治2年）から大阪北大組となり、1879年（明治12年）の郡区町村編制法施行から北区となった。
1871年（明治4年）には天保山付近に西成郡天保町が成立。1889年（明治22年）の町村制施行においては天保町は単独施行、10新田は現在の大正区・西成区域に含まれている1町13新田と合併して西成郡川南村となったが、役場は天保町・川南村合同のものが市岡新田に置かれた。
1897年（明治30年）の大阪市第一次市域拡張によって、天保町と10新田は大阪市へ編入されて西区に所属。同年天保山周辺において大阪港第一次修築工事（海に面した新港湾の造成）も始まった。第一次修築工事は紆余曲折の末昭和初期に完工し、港の周辺や港へ延びる築港大道路（現：みなと通）および大阪市電築港線沿線は新興市街地・工業地帯として栄え、市岡パラダイスなどの遊園地や大阪市立運動場など多くのレジャー施設も誕生した。
1925年（大正14年）の大阪市第二次市域拡張によって、西区・北区のそれぞれ一部から港区が新設された。当初の区域は現在の大正区および西区境川・九条南・九条・安治川・川口の西半（もと北区富島町・古川町）も含んでいたが、1932年（昭和7年）に大正区を分離、1943年（昭和18年）に西区との区境を境川運河に変更し、現在の区域となった。「港区」は他に東京都と名古屋市にも存在するが、3つの「港区」では大阪市の港区が一番古い。
1925年の新設以来、港区は大阪市で人口最多の区だったが、1945年（昭和20年）3月と6月の大阪大空襲によってほぼ全域が焼き払われ、1940年（昭和15年）の国勢調査で268,936人（1943年以降の区域のみ。1940年当時の区域では322,231人）だった人口が1945年11月の人口調査で8,672人と激減した。1947年（昭和22年）に大阪港修築10ヶ年工事が始まり、安治川の河口南岸が拡幅され、その土砂で全体的に盛り土するところから復興が本格化。これにより、木屋・湊屋・石田・田中・八幡屋のそれぞれ一部および天保町の全域が失われた一方、1960年代には大阪環状線や地下鉄中央線が開通し、安治川内港（弁天埠頭）も完成した。
その後、大阪港は中枢機能を築港から南港（咲洲）などに移したが、大阪におけるウォーターフロント開発の先駆けとして天保山ハーバービレッジがオープンした1990年代以降はレジャー地区に変貌しつつある。
- 1925年（大正14年） 西区・北区（安治川以南）から分離、新設。
- 1932年（昭和7年） 岩崎運河以南かつ尻無川以東を分離し、大正区新設。
- 1943年（昭和18年） 境川運河以東を西区へ編入。

## 人口
| 港区（に相当する地域）の人口の推移 |           |  |
| \| 1960年（昭和35年） \| 99,053人 \| \| \| 1965年（昭和40年） \| 116,497人 \| \| \| 1970年（昭和45年） \| 110,914人 \| \| \| 1975年（昭和50年） \| 105,777人 \| \| \| 1980年（昭和55年） \| 96,416人 \| \| \| 1985年（昭和60年） \| 92,033人 \| \| \| 1990年（平成2年） \| 89,900人 \| \| \| 1995年（平成7年） \| 89,527人 \| \| \| 2000年（平成12年） \| 87,262人 \| \| \| 2005年（平成17年） \| 83,191人 \| \| \| 2010年（平成22年） \| 84,947人 \| \| \| 2015年（平成27年） \| 82,035人 \| \| |           |  |
| 総務省統計局 国勢調査より |           |  |
| 1960年（昭和35年） | 99,053人  |  |
| 1965年（昭和40年） | 116,497人 |  |
| 1970年（昭和45年） | 110,914人 |  |
| 1975年（昭和50年） | 105,777人 |  |
| 1980年（昭和55年） | 96,416人  |  |
| 1985年（昭和60年） | 92,033人  |  |
| 1990年（平成2年） | 89,900人  |  |
| 1995年（平成7年） | 89,527人  |  |
| 2000年（平成12年） | 87,262人  |  |
| 2005年（平成17年） | 83,191人  |  |
| 2010年（平成22年） | 84,947人  |  |
| 2015年（平成27年） | 82,035人  |  |

## 町名

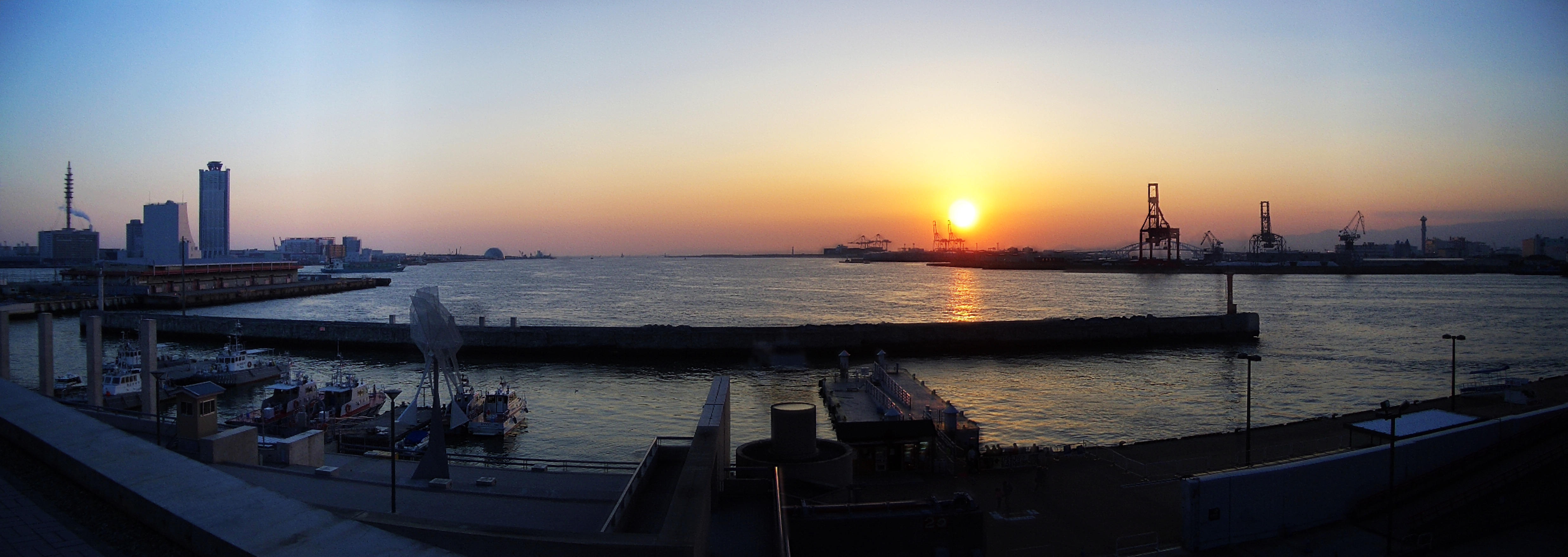
天保山西岸壁から眺める夕日
（左手奥に南港、左手前に中央突堤、右手に北港が見える）

- 池島
- 石田
- 磯路
- 市岡
- 市岡元町
- 海岸通
- 港晴
- 田中
- 築港
- 波除
- 福崎
- 弁天
- 三先
- 南市岡
- 八幡屋
- 夕凪

## マスメディア
- ラジオ大阪（弁天一丁目）

## 交通

### 鉄道

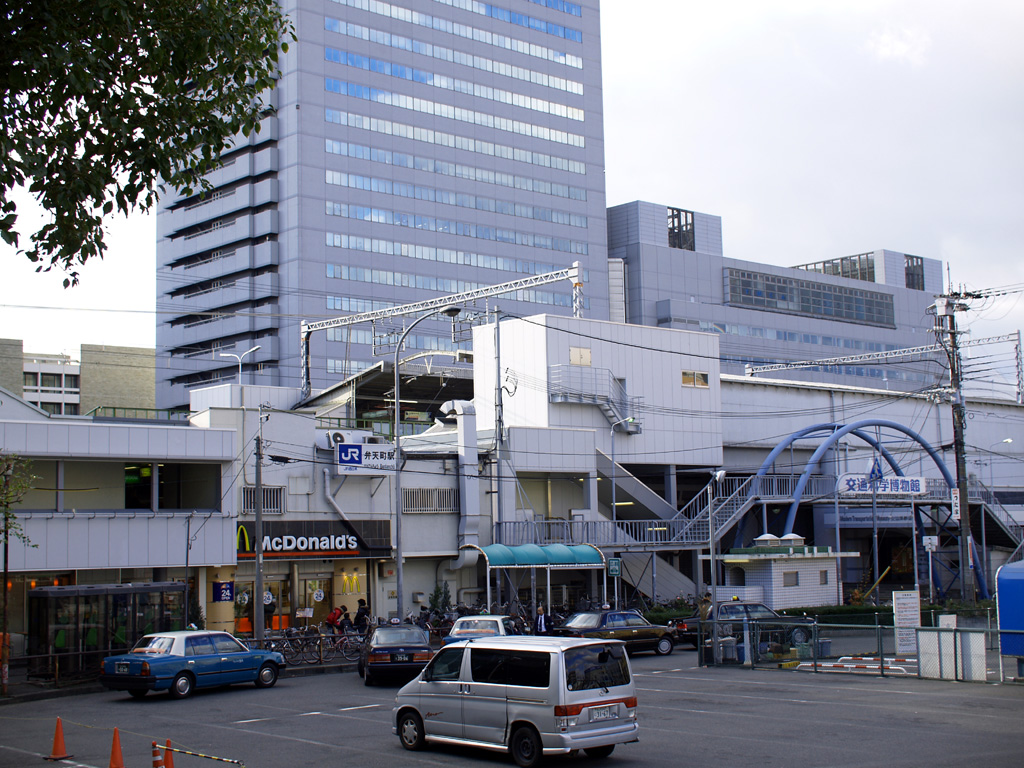
JR弁天町駅

西日本旅客鉄道（JR西日本）
 大阪環状線
- 弁天町駅

大阪市高速電気軌道 (Osaka Metro)
 中央線
- 大阪港駅 - 朝潮橋駅 - 弁天町駅

### バス
一般路線バス
- 大阪シティバス
- 南海バス（堺南港線）

空港リムジンバス
- 関西空港交通
- 阪神バス
- 近鉄バス
- 南海バス

高速バス
- 日本交通（山陰特急バス）

### 道路
都市高速
- 阪神高速道路
  - 4号湾岸線
    - 天保山出入口

  - 5号湾岸線
    - 天保山出入口
    - 天保山大橋
    - 港大橋

  - 16号大阪港線

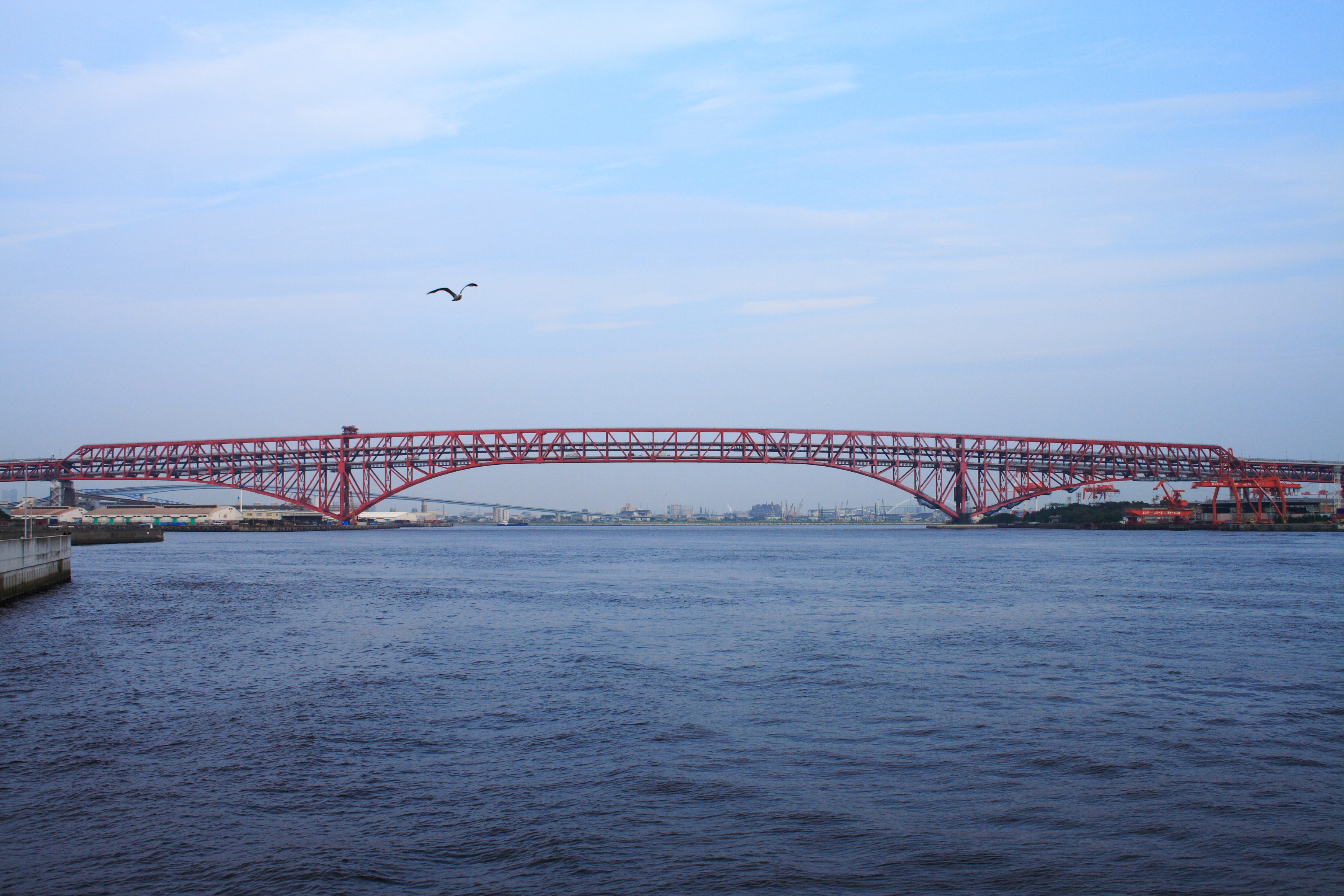
港大橋

    - 波除出入口 - 朝潮橋パーキングエリア - 天保山出入口

  - 17号西大阪線
    - 弁天町出入口 - 弁天町ミニパーキングエリア - 安治川出入口

元有料道路
- 大阪港咲洲トンネル

一般国道
- 国道43号
- みなと通（国道172号）

主要地方道
- 中央大通

一般府道

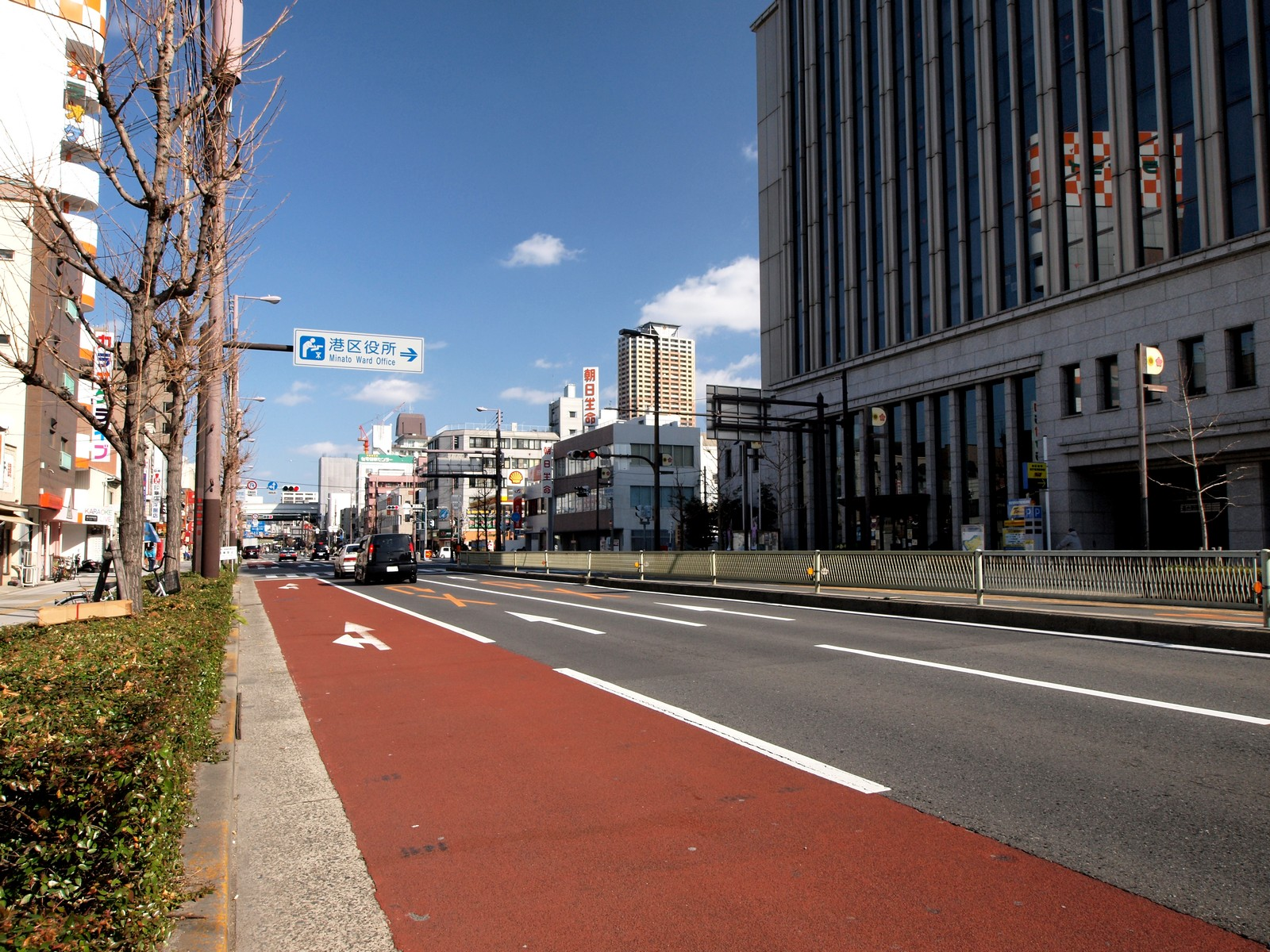
みなと通（港区役所付近より東を眺める）

- 海岸通・なみはや大橋（大阪府道5号大阪港八尾線）

### 公営渡船
歩行者および自転車専用で、無料。
- 安治川
  - 天保山渡　港区築港三丁目 - 此花区桜島三丁目 - 日中30分毎。
- 尻無川
  - 甚兵衛渡　大正区泉尾七丁目 - 港区福崎一丁目 - 日中15分毎。

## 教育

### 高等学校
- 大阪府立港高等学校
- 大阪府立市岡高等学校

### 中学校
- 大阪市立
  - 市岡中学校
  - 港中学校
  - 港南中学校
  - 市岡東中学校
  - 築港中学校

### 小学校
- 大阪市立
  - 市岡小学校
  - 磯路小学校
  - 三先小学校
  - 田中小学校
  - 八幡屋小学校
  - 波除小学校
  - 築港小学校
  - 南市岡小学校
  - 港晴小学校
  - 弁天小学校
  - 池島小学校

### 幼稚園
- 大阪市立
  - 三先幼稚園
- 私立
  - みなと幼稚園
  - 文化幼稚園

## 集合住宅

### 大規模マンション
- 藤和市岡ハイタウン
- 天保山コーポ

### 住宅団地
- 都市再生機構磯路公園団地
- 都市再生機構サンラフレ朝潮橋（臨港第二団地を建て替えた住宅団地）
- 都市再生機構ポートサイド築港（臨港第一団地を建て替えた住宅団地）
- 大阪市住宅供給公社コーシャハイツ港
- 市営池島住宅
- 市営池島南住宅
- 市営田中住宅
- 市営築港住宅
- 市営波除住宅
- 市営八幡屋住宅
- 市営宝町住宅
- 富士冷凍社宅
- 関西電力三先社宅

かつて存在した住宅団地
- 住宅・都市整備公団臨港第二団地（建て替えられ「サンラフレ朝潮橋」となった。なお同団地の建て替えはろ住宅・都市整備公団の関西建て替え1号となった。）
- 住宅・都市整備公団臨港第一団地（建て替えられ「ポートサイド築港」となった）

## 港区に本拠を置く企業
- 大阪港振興
- 大塚倉庫
- オカダアイヨン
- 奥村組土木興業
- 解放出版社
- 海遊館
- 駒井ハルテック
- G.U.サプライヤーズ
- 杉村倉庫
- ダイゾー
- 辰巳商会
- 日交シティバス
- 日本電通
- 深田サルベージ建設
- 不二食品
- 前田産業
- ラジオ大阪（OBC）

## 名所・旧跡・観光スポット・施設
築港エリア
- 天保山 - 日本一低い山とされる。
- 天保山ハーバービレッジ
  - 海遊館
  - 天保山大観覧車
  - 大阪文化館・天保山
  - 天保山マーケットプレース
  - サンタマリア（遊覧船）
  - 天保山客船ターミナル
  - 大阪港中央突堤臨港緑地
- 築港赤レンガ倉庫
- 天満屋ビル
- 海遊館ギャラリーCASO

朝潮橋エリア
- 八幡屋公園
  - 大阪市中央体育館
  - 大阪プール
  - 大阪市立港スポーツセンター

弁天町エリア
- OSAKA BAY TOWER

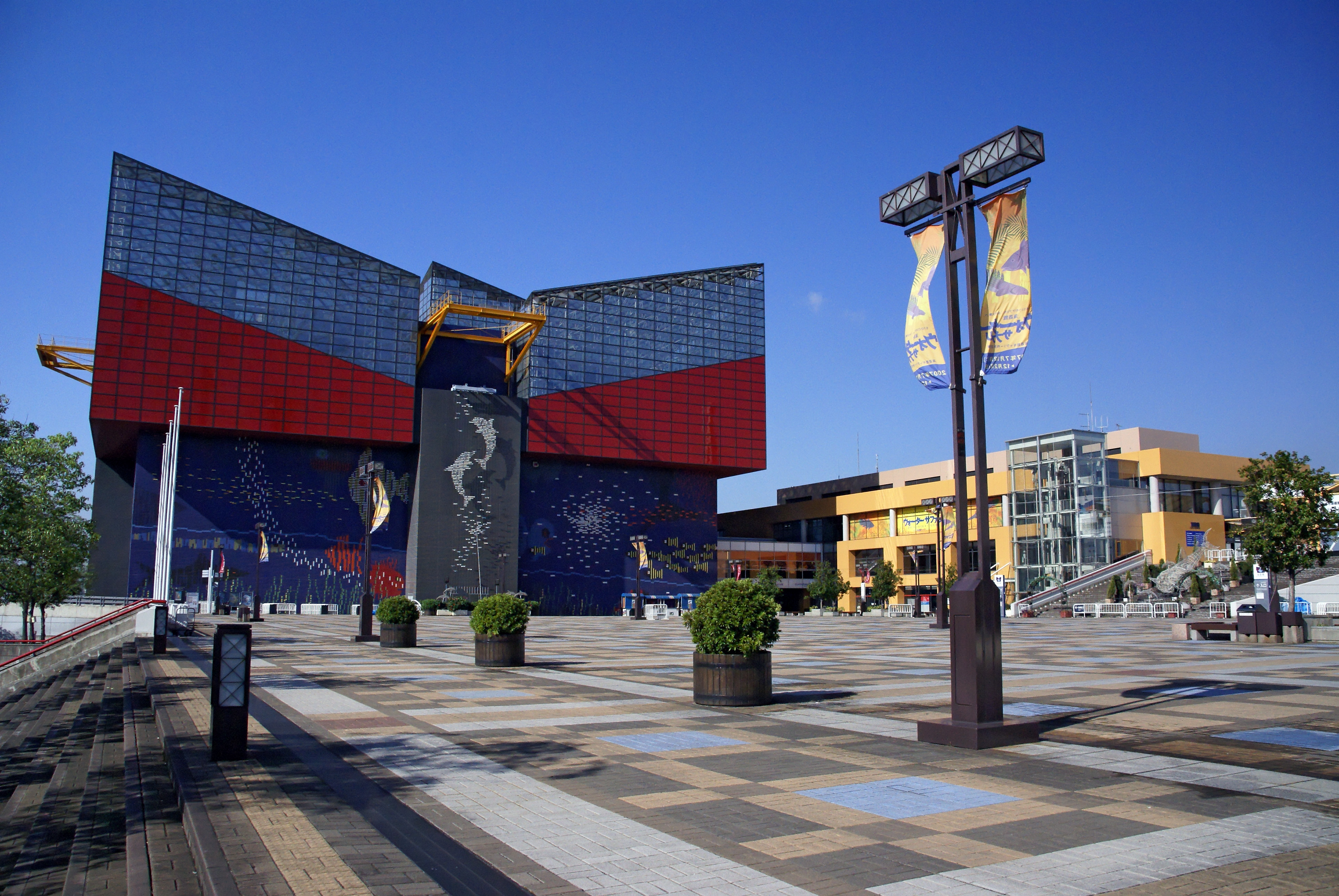
海遊館

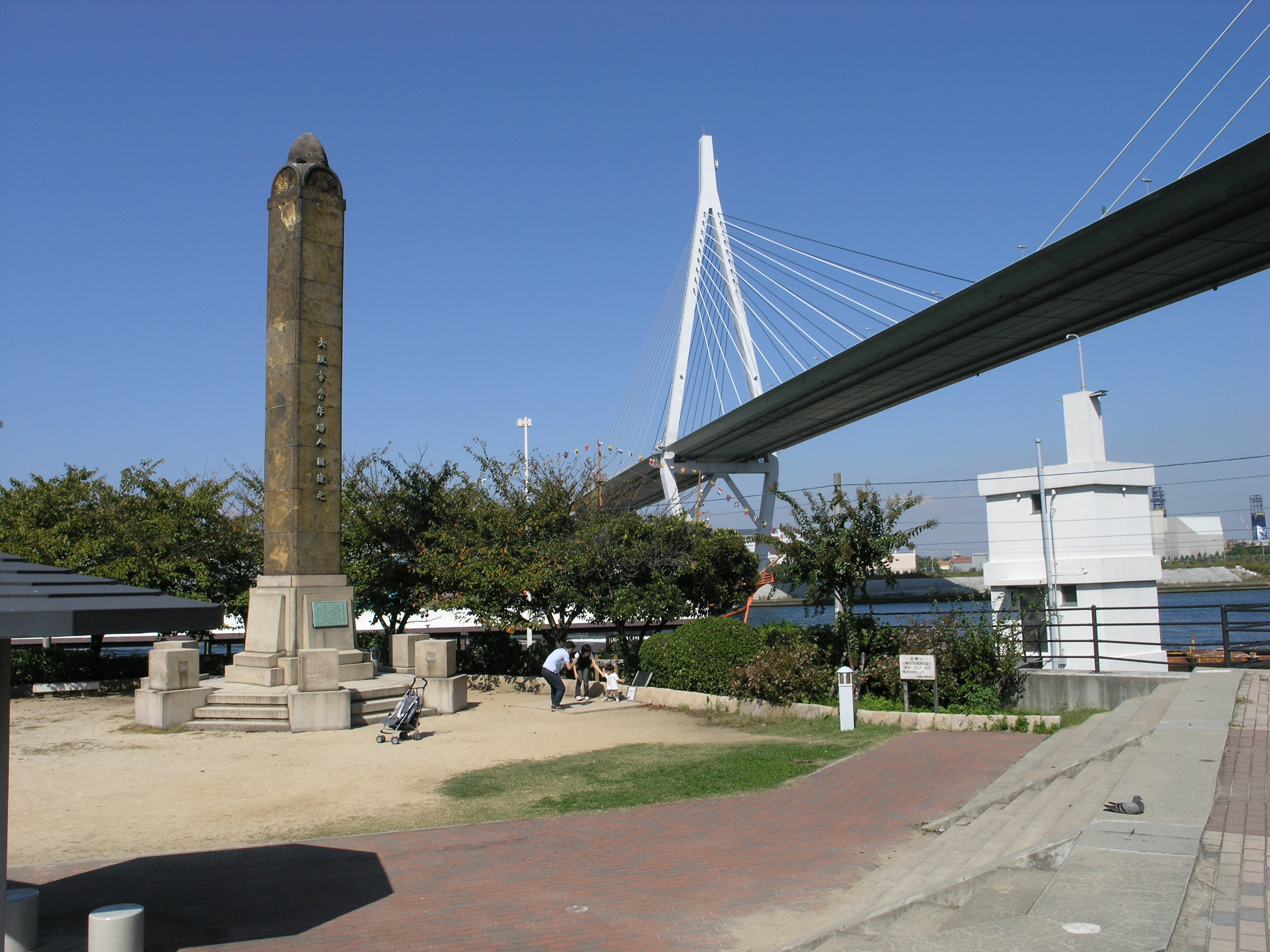
天保山公園

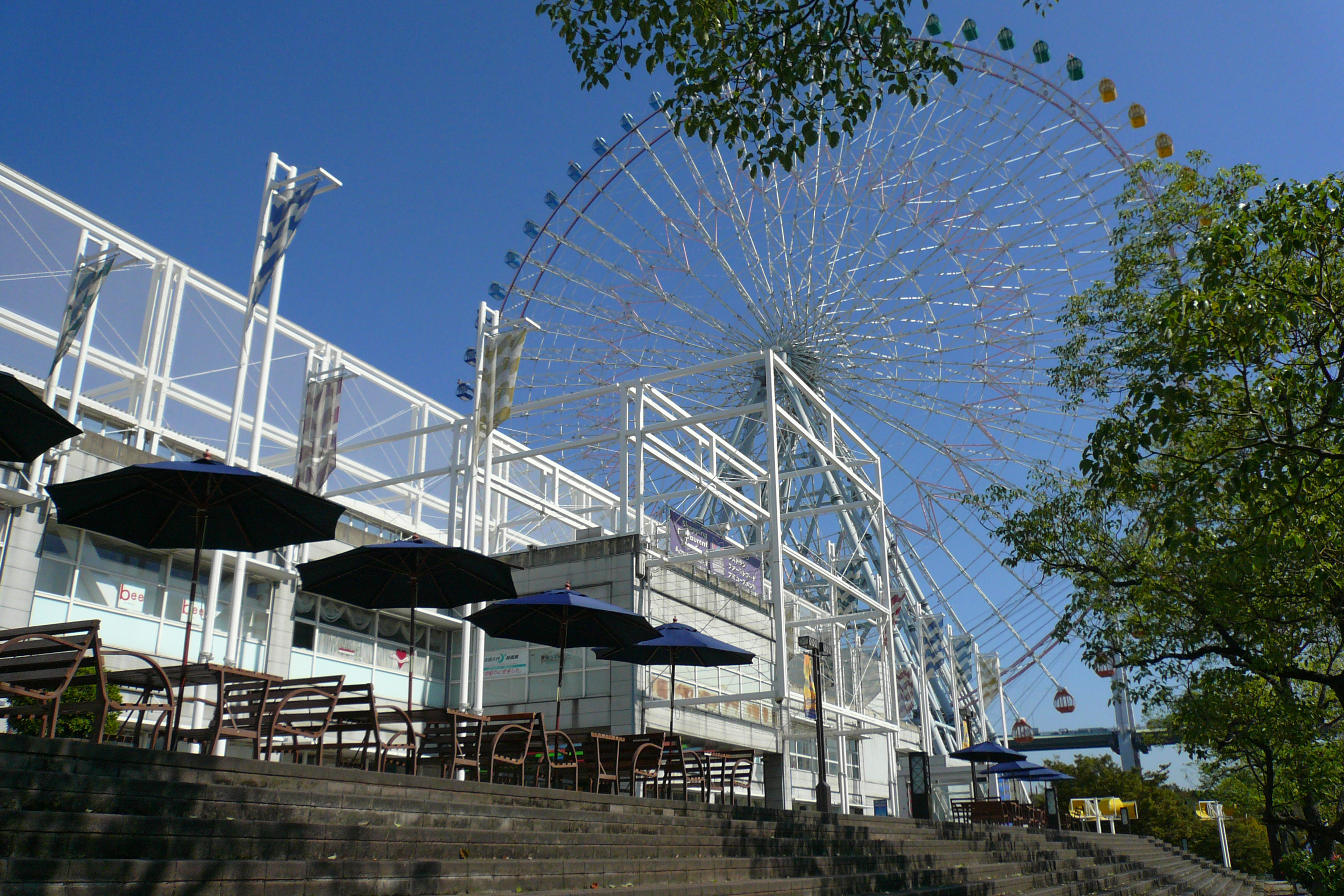
天保山マーケットプレース

  - 弁天町ORC200生涯学習センター（旧：大阪市立弁天町市民学習センター）
  - 関西フィルハーモニー管弦楽団事務局・オークホール
  - コナミスポーツクラブ弁天町（プール、天然温泉）
  - ホテル大阪ベイタワー
  - ラジオ大阪
  - オークプリオタワーレジデンス
- クロスタワー大阪ベイ
- 安治川水門
- 尻無川水門
- 磯路中央公園
- 大阪市立港区民センター
  - 大阪市立港図書館
- 世界館
- 波除公園

三先
- 三先天満宮[1]

## 出身有名人
- 京マチ子 (女優、ダンサー)
- 桂米市（上方落語家 5代目桂米團治のゼロ番弟子）
- 安藤忠雄（設計デザイナー）
- 野茂英雄（元近鉄バファローズ、メジャーリーグ投手）
- 西川きよし（出生地は高知県高知市）
- 坂田利夫（お笑い芸人）
- 河本栄得（お笑い芸人。ベイブルース）
- 香西かおり（演歌歌手）
- 桐田勝治（ドラマー。ザ・クロマニヨンズ）
- 駒錦信樹（元力士）
- 井上英孝（現職衆議院議員、おおさか維新期目）
- 西川龍馬（プロ野球選手、オリックス・バファローズ）
- 松木平優太（プロ野球選手、中日ドラゴンズ）
- 淡路谷佳幸（エイ革職人）

## ゆかりの人物
- トミーズ健（本名：三津田健。お笑い芸人。港区在住。出生地は大阪市生野区）
- 野茂英雄
- 坂田利夫
- 西川龍馬